# 让美国再次伟大
“讓美國再次偉大”（英語：Make America Great Again，縮寫：MAGA）是一些美国政治家使用的競選口號短语，由共和黨總統候選人唐納·川普在2016年、2020年和2024年美國總統竞选期间广泛使用和推广。“MAGA”也用于指代特朗普的政治基础，或指代该基础中的个人或群体。该口号亦成为一种流行文化现象而被广泛使用，并在艺术、娱乐和政治领域催生出无数变体，被特朗普总统任期的支持者和反对者使用，并被用作超级政治行动委员会“让美国再次伟大”公司的名称。
该口号最初由共和黨總統候選人罗纳德·里根在1980年美国总统选举中作为竞选口号使用，此后被视为是带有偏见的短语。许多学者、记者和评论员都指出该口号带有种族主义色彩，认为它是狗哨政治和暗语。

## 早期使用
该短语在政治和文学领域被多次使用。

### 吉米·卡特
1970年代，越戰失敗後，美國在吉米·卡特總統任內經濟面臨石油危機、伊朗人質危機、與蘇聯入侵阿富汗等一連串难题，“让美国再次伟大”正是当时美国正遭受高失业率、通胀时其提出的口号。 

### 罗纳德·里根

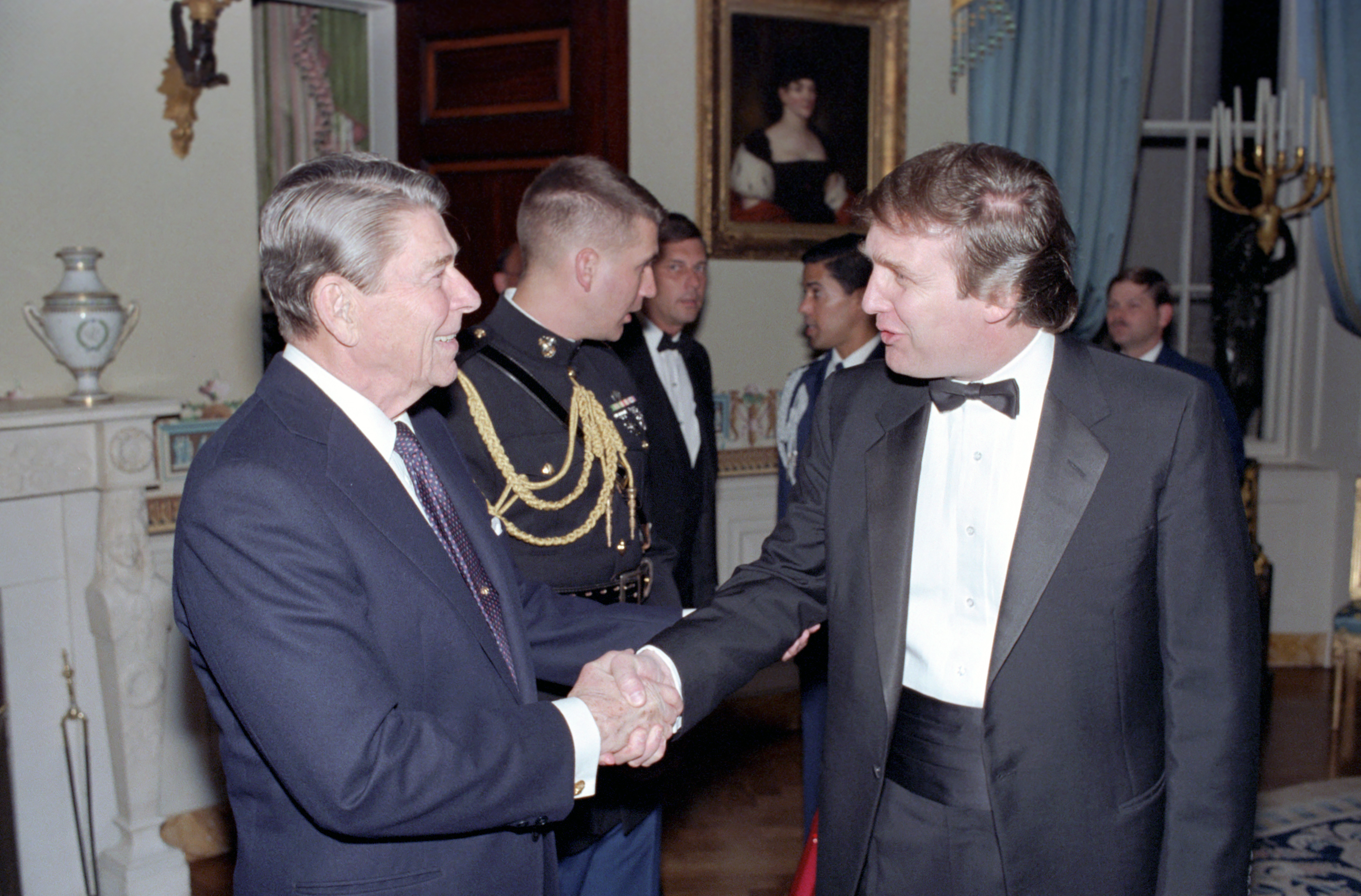
1987年，罗纳德·里根和唐纳德·特朗普在白宫的合影，当时里根处于第二届总统任期

“让我们将美国变得再度伟大”（Let's Make America Great Again）是罗纳德·里根在1980年总统竞选中著名的口号。当时，美国国内经济状况恶化，滞胀现象突出。里根利用国家经济困境作为竞选的跳板，用此口号激发选民的爱国主义情绪。在1980年共和党全国代表大会的获选感言中，里根说：“对于那些没有工作机会的人，我们将刺激新的机会，特别是在他们居住的内城区。对于那些已经放弃希望的人，我们将恢复希望，欢迎他们加入伟大的全国运动，让美国再次伟大。”此后他将“让我们将美国变得再度伟大”（Let's Make America Great Again）放在其按钮和海报上。民眾亦使用该短语来代表雷根政府。

### 比尔·克林顿
此短语亦在比尔·克林顿于1992年总统竞选期间的演讲中提及。
在2016年总统竞选活动中，当时的希拉里·克林顿反对特朗普。之后比尔·克林顿表示，特朗普的版本被用作竞选口号，是在向南方白人传递一个信息，即特朗普承诺“给你们一个50年前的经济，并且……让你们重新回到社会地位的顶端，而其他人的地位则下降”。

### 文学作品
作家奥克塔维娅·E·巴特勒在她1998年出版的反乌托邦小说《才华的寓言》中，将“让美国再次伟大”作为独裁者安德鲁·斯蒂尔·贾瑞特的总统竞选口号。

## 特朗普的使用与推广

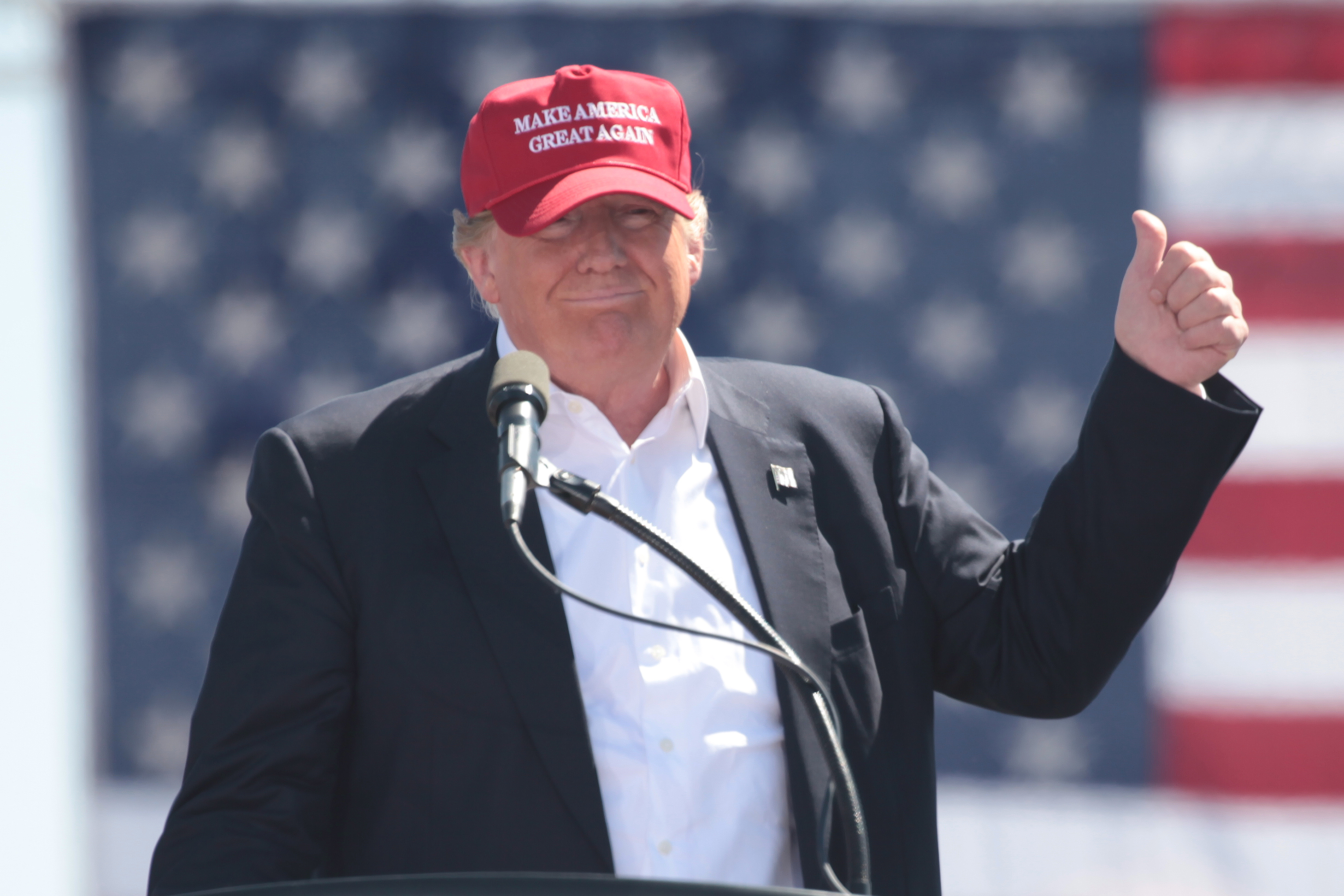
唐纳德·特朗普在2016年总统竞选期间佩戴印有“让美国再次伟大”字样的红帽

2011年12月，在人们猜测唐纳德·特朗普将在2012年美国总统选举中挑战时任总统贝拉克·奥巴马之后，特朗普发表声明表示，他不愿意排除未来竞选总统的可能性，并解释说“我必须保留所有的选择，因为最重要的是，我们必须让美国再次伟大”。2011年12月，他还出版了书籍《是时候变得强硬起来》，其副标题是“让美国再次成为第一”。该书于2015年再版时改为“让美国再次伟大”。

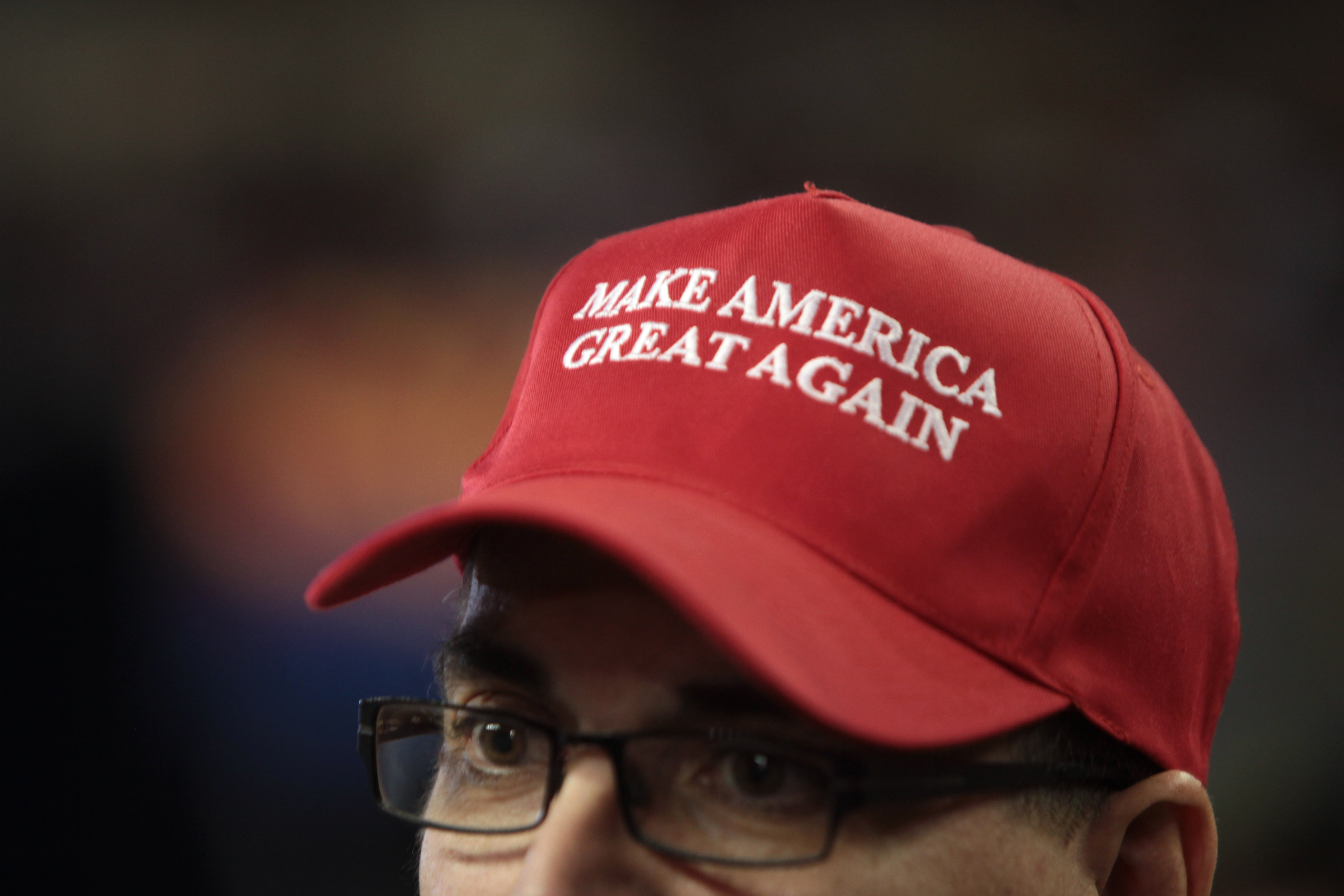
特朗普将“让美国再次伟大”的口号缝在他广为流传的帽子上，从而使其广为人知。

2012年1月1日，一群特朗普的支持者向德克萨斯州务卿办公室提交文件，成立“让美国再次伟大党”。如果特朗普决定成为总统选举的第三方候选人，该党将允许特朗普成为该党的候选人。
2012年11月，即奥巴马击败米特·罗姆尼赢得连任后，特朗普开始正式使用该口号。2013年8月，特朗普在接受乔纳森·卡尔采访时使用了该口号。据他自己说，他最初考虑的是“我们将让美国变得伟大”，但觉得它听起来不太合适。“让美国变得伟大”是他的下一个口号想法，但经过进一步思考，他觉得这对美国来说是一种轻视，因为它暗示美国从未伟大过。他最终选择了“让美国再次伟大”短语，后来声称他直到2015年才知道里根在1980年使用过这个口号，但指出“他没有注册这个商标”。11月12日，他向美国专利商标局签署一份申请，要求取得将该口号用于政治目的的专有权。在特朗普正式开始2016年总统竞选并表明他使用该口号是为了申请中所述的目的后，该口号于2015年7月14日注册为服务商标。

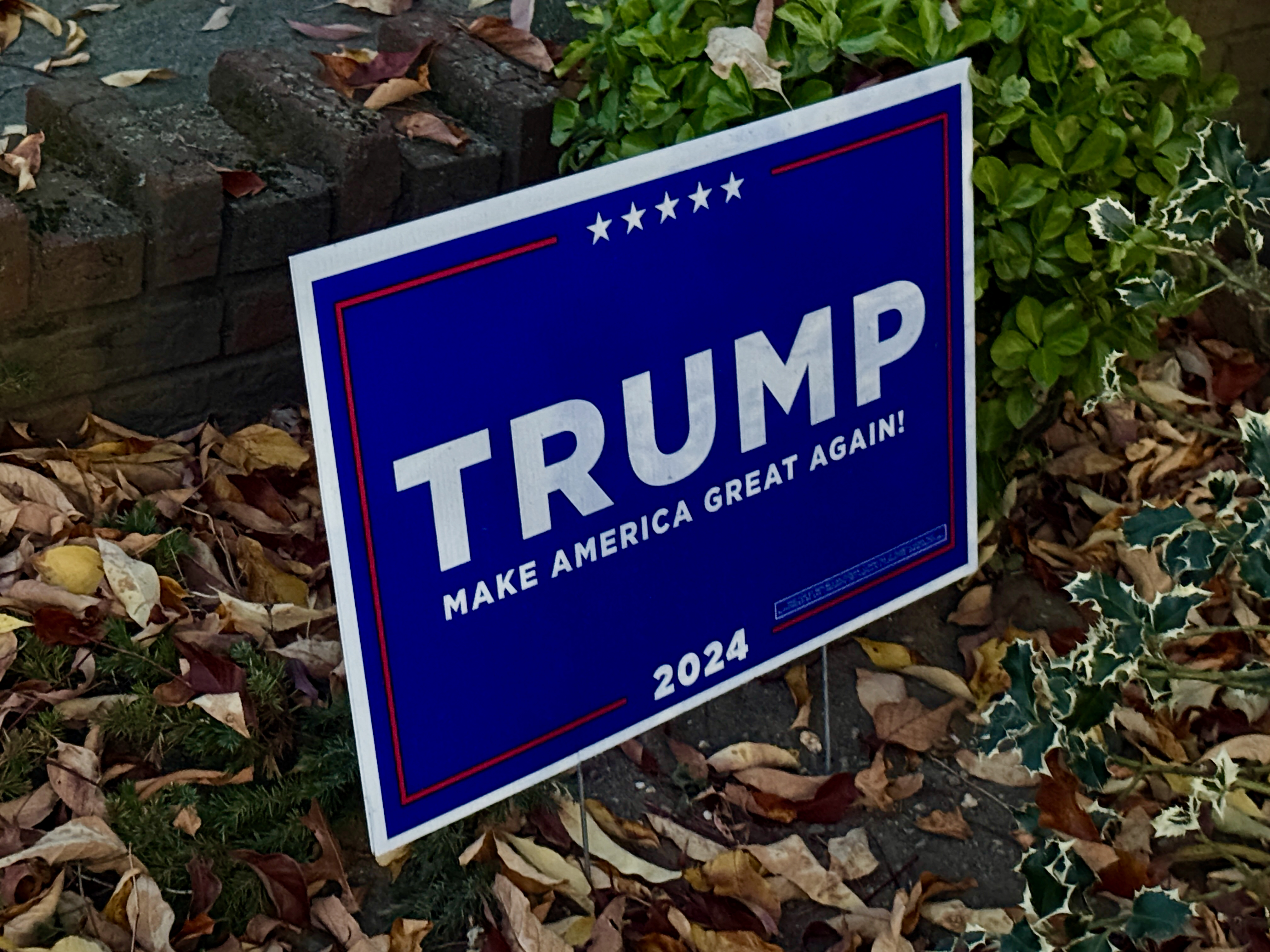
特朗普2024年竞选标语牌上写有“让美国再次伟大”的口号，该标语牌被支持者使用

然而，特朗普并没有将这句话用于商业用途。2015年8月5日，电台名人鲍比·博恩斯注意到了这一点，并成功为这句话在商业用途上的使用申请了商标。两天后，博恩斯在Twitter上向特朗普发帖，表示愿意重新使用他的口号，条件是特朗普向圣犹达儿童研究医院捐款10万美元。10月29日，博恩斯在推特上发布了一张特朗普集团支票的图片。支票上的金额未披露，博恩斯表示特朗普可以“重新使用（他的）口号”。

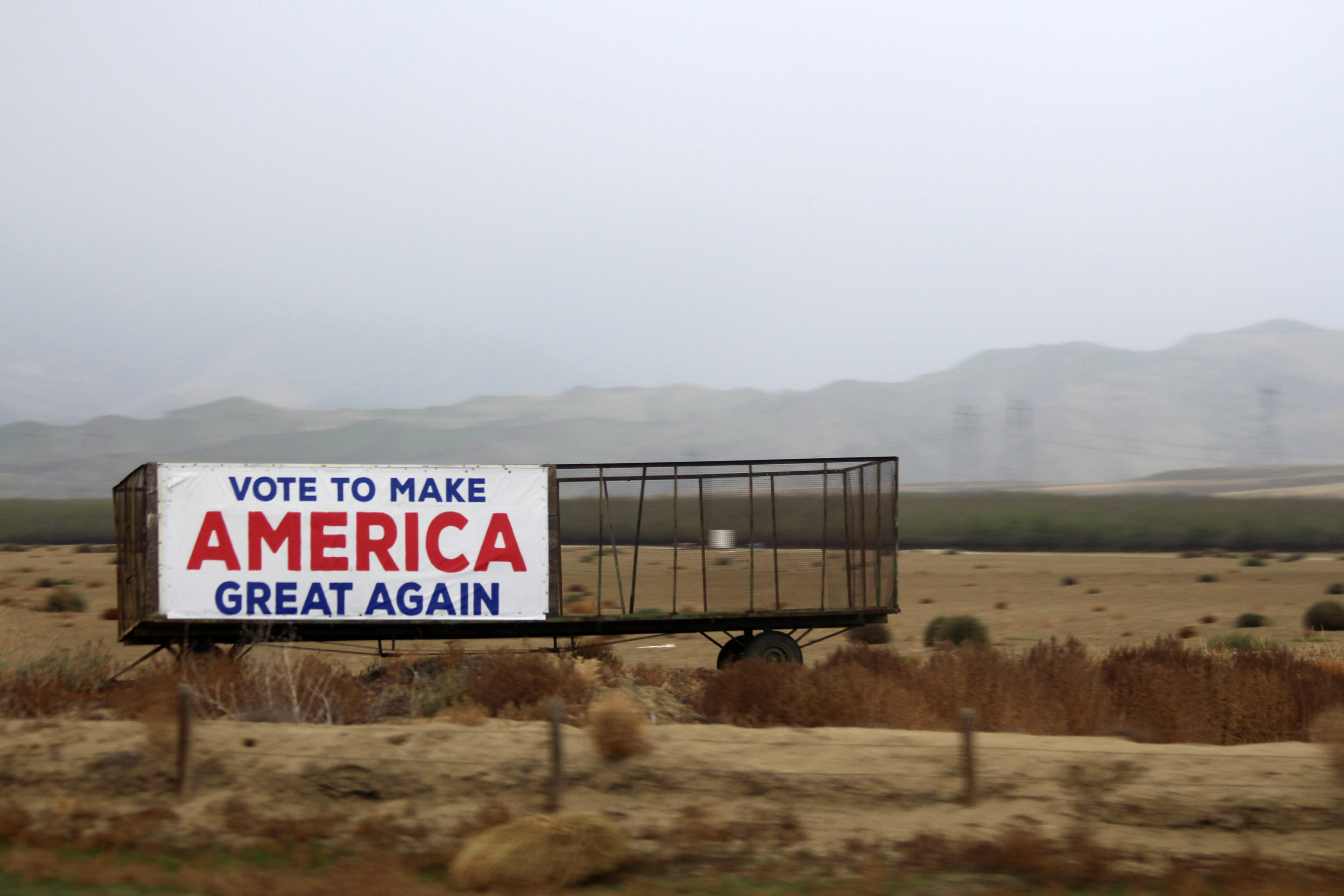
2016年11月选举结束后不久，加州路边挂出“投票让美国再次伟大”的横幅

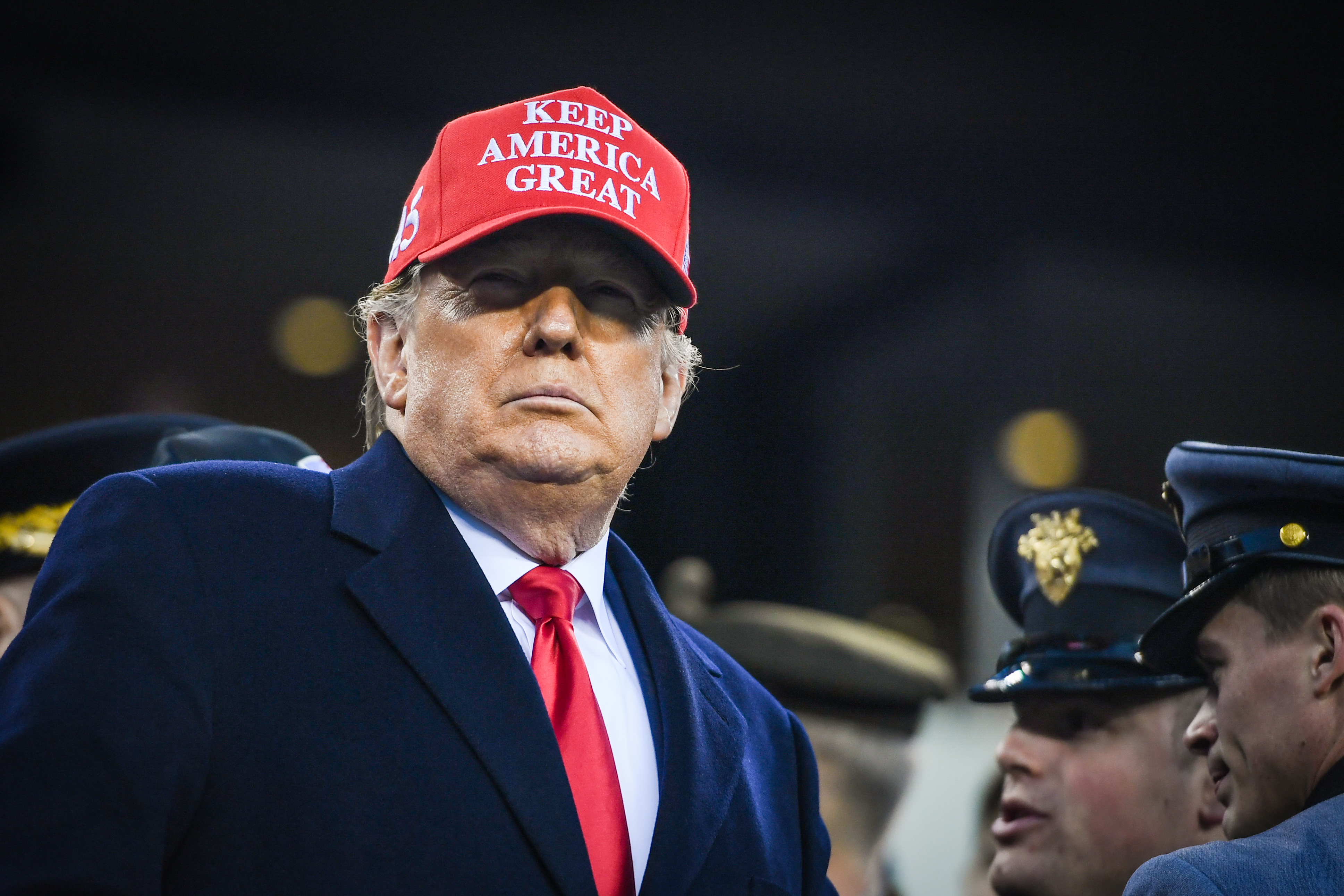
2019年12月，特朗普佩戴“让美国保持伟大”（Keep America Great）的帽子

在2016年的竞选中，特朗普经常使用该口号，尤其是佩戴印有白色字母的红色MAGA帽，口号很快在他的支持者中流行。该口号在竞选活动中的重要性较为突出，以至于一度花费在制作帽子上的钱比民意调查、咨询或电视广告还要多。这些帽子在其网站上以每顶25美元的价格出售。当时有数百万顶帽子被售出，特朗普估计假冒帽子的数量是真帽子的十倍。他又说：“……但它是一句口号，每当有人买一顶，这就是一则广告。”
特朗普首次当选后，他的总统过渡网站在greatagain.gov上建立。特朗普在2017年和2018年表示，他2020年竞选连任的口号将是“让美国保持伟大”（Keep America Great），并试图将其注册为商标。然而，特朗普2020年的竞选活动继续使用“让美国再次伟大”的口号。特朗普的副手迈克·彭斯在2020年共和党全国代表大会演讲中使用了“让美国再次伟大，伟大”（make America great again, again）这一短语，因暗示特朗普的第一任期失败而受到嘲讽。2021年末，该短语成为支持特朗普的超级政治行动委员会的名称，也遭到嘲讽。
2020年的一项行政命令名为“促进联邦公民建筑的美丽”，被支持者和媒体昵称为“让联邦建筑再次美丽”。
特朗普卸任后不到一周，他与顾问讨论了成立第三党的可能性，他建议将其命名为“爱国者党”或“让美国再次伟大党”。卸任后的头几天，他还支持亚利桑那州共和党主席凯莉·沃德，后者同样呼吁成立“让美国再次伟大党”。2021年1月下旬，特朗普将拟议中的“让美国再次伟大党”视为阻止共和党参议员在参议院弹劾审判期间投票定罪的筹码，并派出候选人挑战众议院投票弹劾他的共和党人。
在2024年总统竞选中，该短语再次被用作竞选官方口号。2023年6月3日，特朗普称其支持者为Magadonian，引发社交媒体的嘲讽。

### 在社交媒体网站的使用
唐纳德·特朗普将竞选口号带到社交媒体（主要是Twitter），使用了#makeamericagreatagain及其首字母缩略词#maga的主题标签。为了回应对他频繁和非传统使用社交媒体的批评，特朗普于2017年7月1日发推文为自己辩护：“我对社交媒体的使用不是总统的风格，而是现代总统的风格。让美国再次伟大！”
2017年上半年，特朗普在推特上发布了33次他的口号。在彭博新闻社的一篇文章中，马克·怀特豪斯指出：“回归分析表明，这句话为帖子的转发和收藏数量增加了（非常粗略的）51,000次，这一点很重要，因为特朗普的平均推文总共吸引了107,000次转发和收藏。”
特朗普将自己的胜利（部分）归功于社交媒体，他说：“我凭借采访、演讲和社交媒体赢得了2016年大选。”据RiteTag估计，仅Twitter上#maga的每小时统计数据即包括：1,304条独立推文、582万个标签曝光和3,424次转发，其中14%的#maga推文包含图片，55%包含链接，51%包含提及。

## 种族主义指控
自2015年以来，“让美国再次伟大”这一口号一直被人们认为是带有偏见的口号和“狗哨”。美国之音记者玛丽莎·梅尔顿等人解释说，这是一个带有偏见的口号，因为它“不仅吸引那些将其视为种族主义暗语的人，而且也吸引那些因其他群体变得更加强大而感到地位下降的人。”正如萨拉·丘奇韦尔所解释的那样，这句口号现在引起的共鸣就像1940年代初的美国优先运动一样，其理念是“真正的美国是看起来像我印象中的美国，是我印象中的美国幻想，在它被其他种族和其他人稀释之前即存在。”
罗宾·阿布卡里安在《洛杉矶时报》撰写评论时写道：“戴上‘让美国再次伟大’的帽子并不一定是种族主义的明显表现。但如果你戴了一顶，这很好地表明你赞同、钦佩或欣赏特朗普总统对墨西哥人、穆斯林和边境墙的种族主义观点。”《底特律自由新闻》和《洛杉矶时报》报道说，他们的一些读者拒绝接受这种描述，不认为这个口号或‘让美国再次伟大’的帽子是种族主义的证据，而是更多地从爱国主义或美国民族主义的角度来看待它们。《洛杉矶时报》专栏作家尼古拉斯·戈德堡将“让美国再次伟大”描述为有史以来最糟糕的竞选口号之一，同时也是“一个极好的竞选口号”，他写道：“它足够模糊，可以吸引普遍的乐观主义者，同时也给心怀怨恨的选民留下了足够的空间，让他们得出结论，我们终于回到了他们统治世界的时代。”
2018年的一项研究通过对Twitter文本和标签网络进行文本挖掘和语义网络分析，发现“#MakeAmericaGreatAgain”和“#MAGA”标签被白人至上主义者和白人民族主义者广泛使用，并被全球极右翼极端分子用作“组织话语空间”。

## 衍生口号
“让美国再次伟大”成为许多戏仿、笑话、赞扬、引用和批评的主题，皆以该口号为基础。

### 特朗普使用的衍生口号
“让美国保持伟大”（Keep America Great）一直是“让美国再次伟大”最受欢迎的衍生词，亦是特朗普2020年总统竞选活动的官方口号，尽管它经常与“让美国再次伟大”一起使用。

特朗普在2016年总统竞选期间使用的“让美国再次伟大”标语

特朗普在2024年總統競選期间使用的“让美国再次伟大”标语

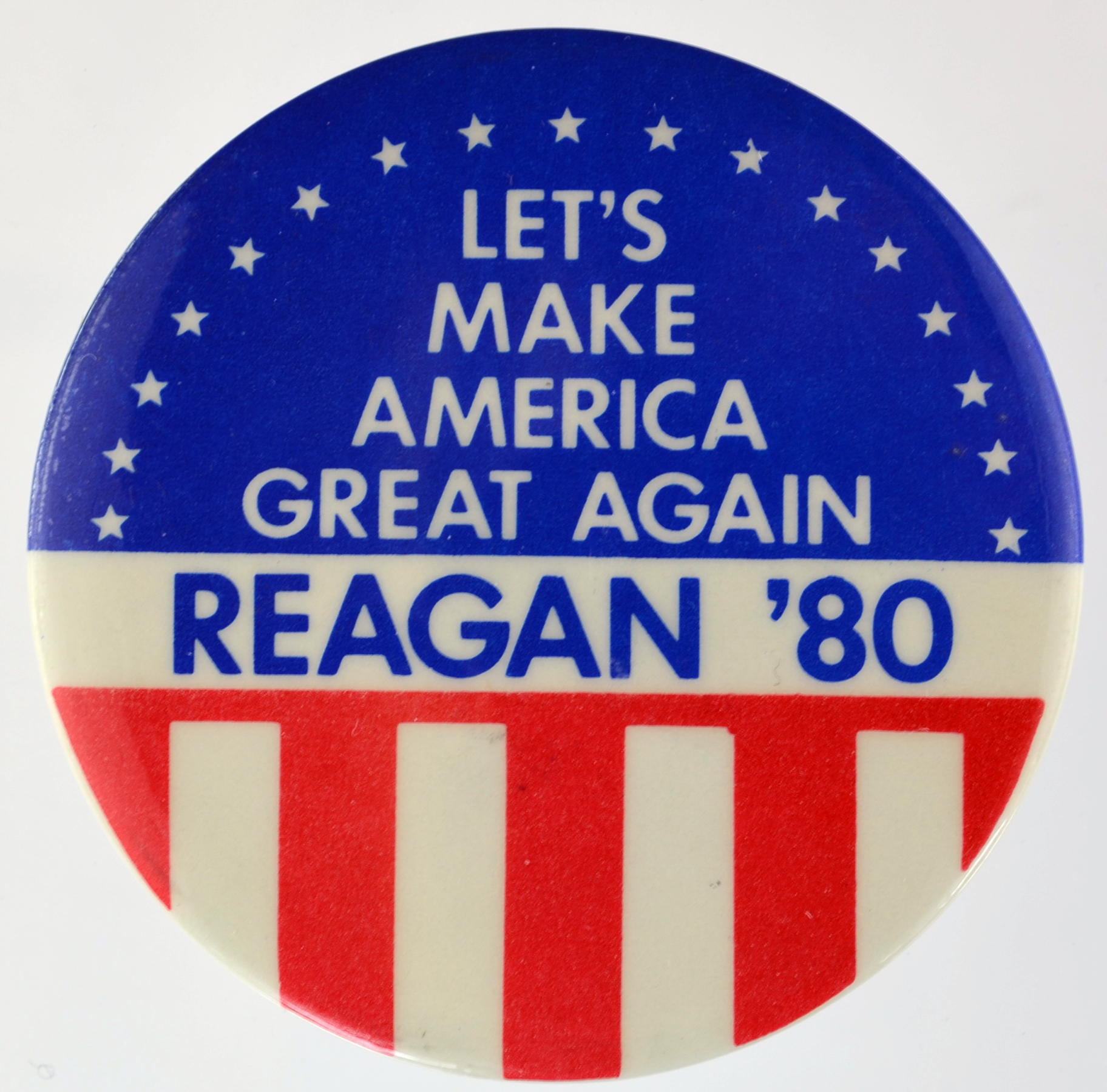
雷根在1980年罗纳德·里根竞选美国总统時的「Let's Make America Great Again」图钉按钮

特朗普宣布参加2024年总统选举后，评论家们描述他使用的标语“让美国再次伟大和光荣”（Make America Great and Glorious Again，简称MAGAGA）。该短语已经成为特朗普竞选连任的幽默描述，许多媒体都评论了“MAGAGA”带来的幽默，通常是因为首字母缩略词中的“gag”一词。
2024年10月，特朗普以“让美国再次变得健康”（Make America Healthy Again）为口号，承诺将由前第三党候选人小罗伯特·F·肯尼迪控制公共卫生。
2024年11月，在加州州长加文·纽森承诺召集加州议员，以确保加州在特朗普政府上台后继续推行进步政策后，特朗普在社交媒体上疯传“让加州再次伟大”（Make California Great Again）。

### 反特朗普的衍生口号

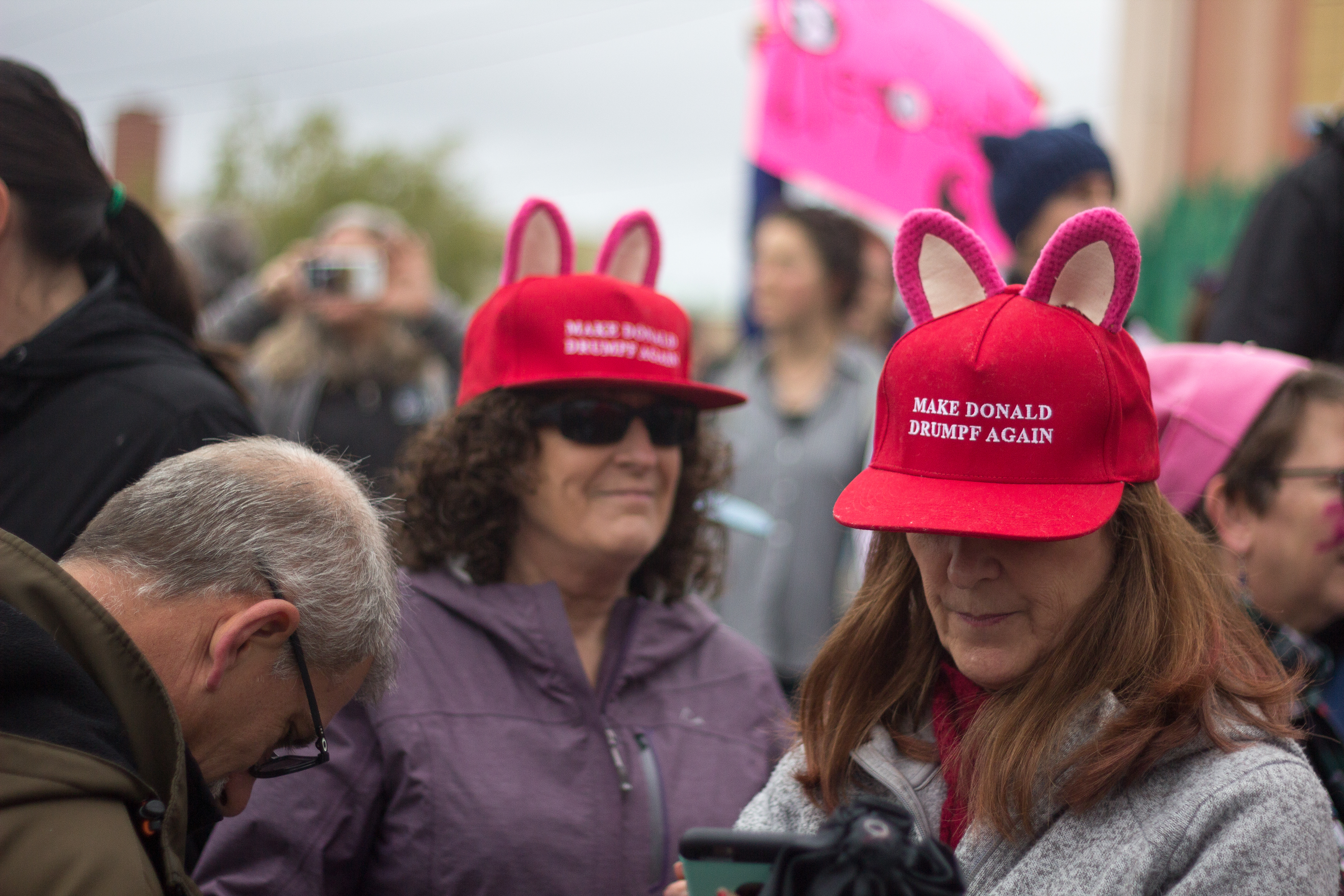
2017年女性大游行上，两名女子戴有“让唐纳德·特朗普再次伟大”（Make Donald Drumpf Again）的帽子，其中Drumpf是特朗普家族最初的祖姓

这一短语曾在一些政治声明中被戏仿，例如“让美国再次成为墨西哥”（Make America Mexico Again）、对特朗普有关美墨边境移民政策的批评以及指墨西哥在《瓜达卢佩-伊达尔戈条约》中将其55%的领土割让给美国。
据称与特朗普有染的成人电影女演员斯托米·丹尼尔斯参加了“让美国再次兴奋”（Make America Horny Again）脱衣舞俱乐部之旅。该巡演紧随特朗普2016年的初次竞选活动，部分收入捐赠给了美国计划生育联合会。
约翰·奥利弗在他的节目《上周今夜秀》中，在一个专门针对特朗普的片段中恶搞了该口号，呼吁观众“让唐纳德·特朗普再次伟大（Make Donald Drumpf）”，其中Drumpf是特朗普家族最初的祖姓。该片段打破了HBO的收视纪录，获得8500万次观看。
2017年，在国会确认特朗普当选后，有人听到时任副总统乔·拜登说出“上帝保佑女王”，这导致《今日历史》声称它将“让美国再次成为伟大的大不列颠”。同年晚些时候，喜剧演员吉米·坎摩尔重复了这句话，建议限制总统权力。
2018年，贝茨学院两位教授在《仇恨研究杂志》上发表了一篇关于贝拉克·奥巴马出生地阴谋论的文章，题为“让美国再次仇恨：唐纳德·特朗普和出生地阴谋论”（Make America Hate Again: Donald Trump and the Birther Conspiracy）。

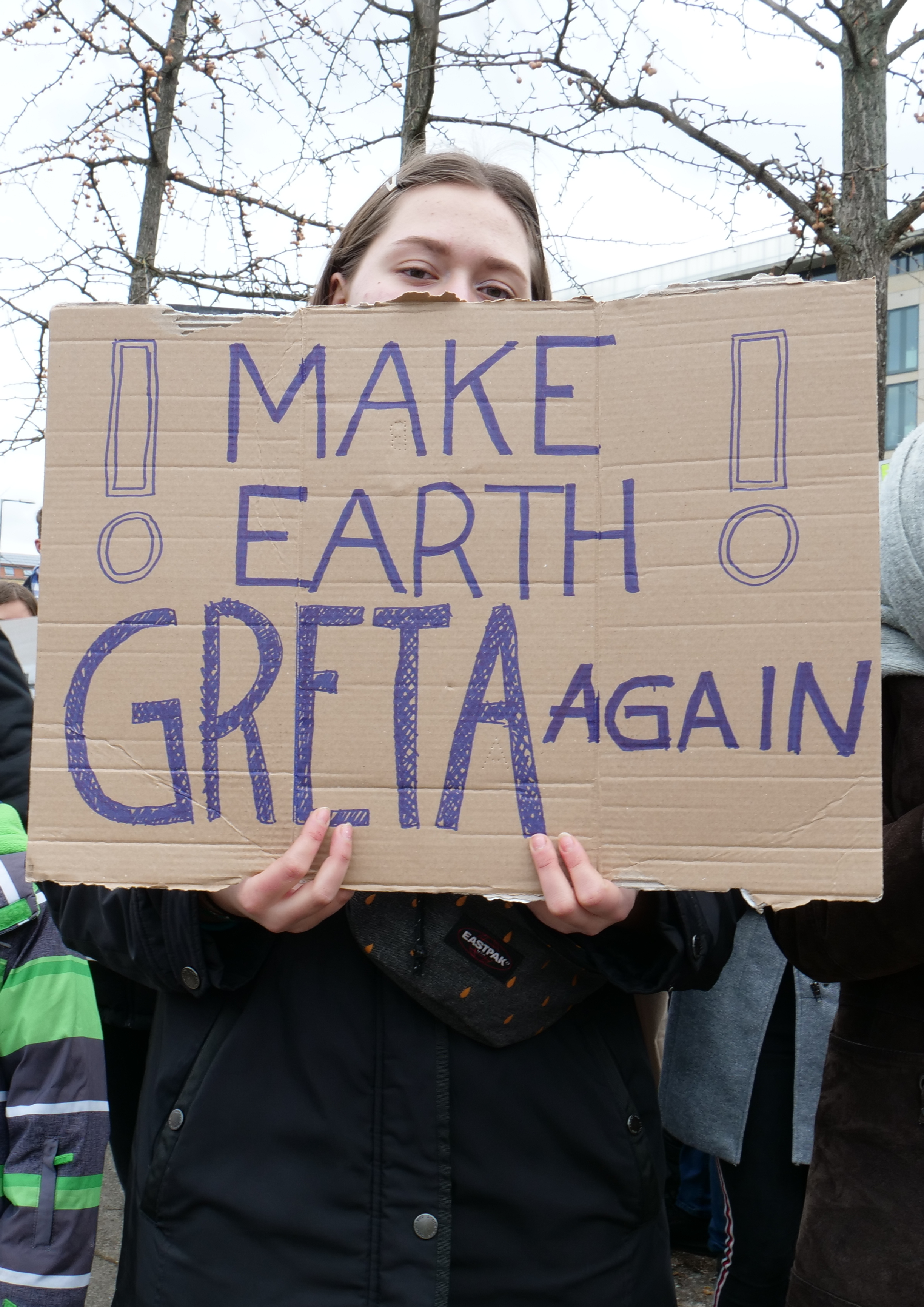
2019年，德国柏林手举“让地球再次变成格蕾塔”牌子的抗议者

这一口号也被一些环保主义者采用。2017年6月，法国总统埃马纽埃尔·马克龙斥责特朗普退出《巴黎协定》。他在演讲中最后说了一句“让我们的星球再次伟大”（Make our planet great again）。“星期五为未来”运动的成员也经常使用“让地球再次变成格蕾塔”（Make Earth Greta Again）等口号，指的是环保活动家格蕾塔·通贝里。2019年，格兰特·阿莫尔和米琳·拉尔森共同执导一部名为《让世界再次变成格蕾塔》的纪录片。
2022年末，前圣克利门蒂市议会候选人杰克逊·欣克尔在Twitter上发布政治口号“MAGA共产主义”后，该口号在推特上流行起来。MAGA共产主义的追随者呼吁支持美国工人阶级的人士与MAGA运动的成员结盟。
“蓝MAGA”一词用于批评对乔·拜登本人的狂热崇拜、民主党利用阴谋论阐释反对拜登参加2024年总统竞选的行为，以及对不利于拜登的信息或民意调查的驳斥；该术语试图暗示拜登的一些支持者与特朗普的支持者相提并论。

### 特朗普政治对手的使用
在唐纳德·特朗普推广使用该短语后，该短语及其变体被广泛用于他的竞选活动和政治活动。特朗普的主要对手泰德·克鲁兹和斯科特·沃克开始在演讲中使用“让美国再次伟大”，煽动特朗普向他们发送停终信函。克鲁兹后来出售印有“让特朗普再次辩论”（Make Trump Debate Again）字样的帽子，以回应特朗普抵制2016年1月28日的爱荷华州辩论。
纽约州州长安德鲁·科莫在2018年9月的一项法案签署仪式上表示，美国“从来没有那么伟大过”。前美国司法部长埃里克·霍尔德在2019年3月接受MSNBC采访时对这句口号提出质疑，他问道：“你到底什么时候觉得美国伟大过？”2018年9月1日，在约翰·麦凯恩的追悼会上，他的女儿梅根·麦凯恩表示：“约翰·麦凯恩的美国不需要再次伟大，因为美国一直都很伟大。”特朗普随后在当天晚些时候发推文说“让美国再次伟大！”
2022年5月4日，总统乔·拜登在白宫发表讲话时提到前总统特朗普的“让美国再次伟大”运动，他说：“这个‘让美国再次伟大’群体确实是美国历史上、近代美国历史上最极端的政治组织。”2022年9月1日，他在白宫发表讲话“关于持续为国家灵魂而战”，专门针对对“唐纳德·特朗普和‘让美国再次伟大’共和党人”的攻击，称“唐纳德·特朗普和‘让美国再次伟大’共和党人代表着一种威胁我们共和国根基的极端主义”，并且“‘让美国再次伟大’共和党人已经做出了选择。他们拥抱愤怒。他们在混乱中茁壮成长。他们不是生活在真理的光明中，而是生活在谎言的阴影下。”
佛罗里达州州长罗恩·德桑蒂斯宣布参加2024年共和党总统初选后，多家媒体称他承诺“让美国变成佛罗里达”（Make America Florida）。
在特朗普总统任期和2020年总统选举期间，“让美国再次伟大”最广泛的反特朗普衍生词之一是“让美国再次思考”，经常与2020年民主党初选候选人楊安澤偏爱的“让美国更加认真思考”（Make America Think Harder）版本相结合。这一口号出现在众多反特朗普活动中，包括民主党政治集会、游行和社交媒体。Live Science指出“再次思考”是其2017年的热门标签之一。

### “让美国再次变白”
自2016年以来，“让美国再次变白”（Make America White Again）这一口号被仇恨团体和支持特朗普的政客使用。澳大利亚政治评论员、前自由党领袖约翰·休森也使用该口号表达观点，即近年来全球反对基于种族主义和偏见的传统政治和政客运动。他评论道：“尽管美国总统唐纳德·特朗普偶尔‘否认’、断言‘假新闻’和/或他的语义区分，但人们对他的种族观点应该毫不怀疑。他的竞选主题实际上是承诺‘让美国再次伟大；美国第一，也是唯一的’，并——点头、点头、眨眨眼——让美国再次变白。”
新纳粹分子詹姆斯·梅森表示特朗普的当选给了他希望，并评价“为了让美国再次伟大，你必须让它再次变成白人”。

### 流行文化
“让美国再次伟大”经常在广告、媒体和其他流行文化渠道中被模仿。
该口号被饼干品牌Dunk-a-roos戏仿为“让美国再次浸泡”（Make America Dunk Again），电影《鲨卷风5》的标语则是“让美国再次成为诱饵”（Make America Bait Again）。
艺术家明道加斯·博纳努以涂鸦画作《我的上帝，助我在這致命之愛中存活》为灵感，在立陶宛维尔纽斯创作了一幅街头艺术壁画《让一切再次伟大》，描绘了唐纳德·特朗普向俄罗斯总统弗拉基米尔·普京致以兄弟般的亲吻。
2016年电影《人类清除计划3》的标语是“让美国保持伟大”（特朗普后来将此句用作其2020年竞选口号）；该电影的其中一个电视广告中，美国人解释了他们支持《人类清除计划》的原因，其中一人说他这样做是“为了让我的国家（美国）保持伟大”。该系列的下一部电影《人类清除计划4》随后以一张海报作为宣传，海报上画着该电影的片名，上面印着一顶“让美国再次伟大”（MAGA）的帽子。
在《黑袍糾察隊》第四季中，政治口号“让美国再次变得超强”成为主要反派“祖国人”的主要口号，他在《黑袍糾察隊》的世界中成功实施了自己版本的国会山骚乱。
2011年，共和党前联邦参议员候选人克里斯汀·奥唐纳出版了一本有关她参加2010年特拉华州特别选举的书籍，名为《麻烦制造者：让我们尽一切努力让美国再次伟大》（Troublemaker: Let's Do What It Takes to Make America Great Again）。政治评论员兼作家彼得·贝纳特于2006年出版了一本名为《正义之战：为什么自由主义者 — — 而且只有自由主义者 — — 能够赢得反恐战争并让美国再次伟大》（The Good Fight: Why Liberals – and Only Liberals – Can Win the War on Terror and Make America Great Again）的书籍。
史努比狗狗的第二张EP名为《让美国再次残废》（Make America Crip Again），第二首单曲名为《M.A.C.A》。《滚石》杂志援引史努比狗狗的话说，《让美国再次伟大》指的是过去的一个时代，“它总是让我想起分离和种族隔离，所以我宁愿让美国再次残废”，并提到了“贫困地区的年轻黑人男子组织起来帮助他们的社区并照顾他们自己，因为社会基本上抛弃了他们。”而歌手乔·薇拉身着“MAGA”礼服出席 2017 年格莱美奖颁奖典礼数个月后，推出“让美国再次伟大”同名单曲。澳大利亚重金属乐队Thy Art Is Murder在其专辑《Human Target》中录制了一首名为《让美国再次仇恨》（Make America Hate Again）的歌曲。打倒男孩专辑《Make America Psycho Again》引用了这口号。
《星际迷航：发现号》剧集“过去即序幕”（What's Past Is Prologue）中出现有加布里埃尔·洛尔卡发誓要“让帝国再次辉煌”（Make the Empire glorious again）。美国动画《南方公园》第19季第2集《Where My Country Gone?》裡，葛屁老師競選美國總統，而這句話出現在葛屁老師的支持者身上。
參議員阿姆斯特朗在2013年電子遊戲《合金装备崛起　复仇》剧情画面中使用了这一口号并宣布了自己竞选美国总统的计划。而一款以纳粹为敌人的第一人称射击游戏《德军总部II：新巨像》的广告标语为“让美国再次摆脱纳粹”（Make America Nazi-Free Again），一些人对此表示反对，认为这是反特朗普。但一位公司高管表示，这款游戏并不是“对2017年美国的社会批判”。据GamesIndustry.biz报道，该工作室负责营销和公关的副总裁彼得斯·海因斯表示：“自20多年前首次发布以来，德军总部系列游戏就一直是反纳粹的。我们不会回避游戏的主题。我们并不认为说纳粹是坏人、非美国人的说法过于夸张，我们也不担心是否站在历史的正确一边。”

### 美国以外的类似口号
2018年10月，印尼前反对派领导人普拉博沃·苏比延多在竞选2019年印尼总统选举期间，曾使用过“让印尼再次伟大”口号，不过他否认自己抄袭了特朗普的口号。2019年5月瑞典欧洲议会选举中，瑞典基督教民主党提出“让欧盟再次刚刚好”（Make EU Lagom Again）的口号。西班牙极右翼政党呼声党的口号是“Hacer a España grande otra vez”，即“让西班牙再次伟大”。
在2020年特立尼达和多巴哥选举竞选期间，被指责试图成为“特立尼达和多巴哥特朗普的追随者”的反对党领袖卡姆拉·珀塞德-比塞萨尔使用了“让特立尼达和多巴哥再次伟大！”（Make T&T (Trinidad and Tobago) great again!）口号。在唐纳德·特朗普赢得2024年美国总统选举后，她将特朗普的胜利描述为“恢复保守的美国价值观和理想的努力，这些价值观和理想一直受到极左思想推动者的攻击”。
在新加坡，“让义顺再次伟大”的口号被内容创作者作为调侃，因为该镇本身被视为危险之地。在当地亦印有该口号的帽子出售。
右翼民粹主义政党联合澳大利亚党和爱国者号角党在2019年、2022年和2025年联邦大选中先后提出了“让澳大利亚伟大”和“让澳大利亚再次伟大”的口号。以色列极右翼也使用了类似的表述“让以色列再次伟大”（Make Israel Great Again），以及缩写“MIGA”。蒙古总统哈勒特马·巴图勒嘎将“蒙古一定会赢”作为其2017年竞选口号，其缩写“Мояа”（Moya）为其派生词。
匈牙利担任2024年欧盟理事会主席国的口号是“让欧洲再次伟大”（Make Europe Great Again）。2025年1月，在德国另类选择党为2025年德国联邦选举举行的竞选集会上，埃隆·马斯克通过视频通话在活动上发表讲话，重申他之前对该党的支持。在马斯克简短的讲话之后，该党即将到来的选举的领先候选人爱丽丝·魏德尔向马斯克表示感谢，并使用了衍生表述“让德国再次伟大”。
2025年4月出版的《经济学人》杂志，其封面文章題為《美國如何最終讓中國再次偉大》（How America could end up making China great again），讲述特朗普第二届任期关税对中国的影响。而在亚洲发行的版本则以修改后的MAGA帽作为封面，口号亦修改为「讓中國再次偉大」（Make China Great Again）。